# Тополево (Ярославская область)
Тополево — деревня в Даниловском районе Ярославской области. Входит в состав Даниловского сельского поселения.

## История
В 1965 году указом Президиума Верховного Совета РСФСР деревня Постылово переименована в Тополево.

## Население
| 2007 | 2010 |
| ---- | ---- |
| 0    | →0   |